# Gare de Biarritz
Gare de Biarritz vasútállomás Franciaországban, Biarritz településen.

## Vasútvonalak
Az állomást az alábbi vasútvonalak érintik:
- Bordeaux–Irun-vasútvonal

## Kapcsolódó állomások
A vasútállomáshoz az alábbi állomások vannak a legközelebb:
- Gare de Guéthary
- Gare de Bayonne